# Liste der Monuments historiques in Soultz-les-Bains
Die Liste der Monuments historiques in Soultz-les-Bains führt die Monuments historiques in der französischen Gemeinde Soultz-les-Bains auf.

## Liste der Bauwerke
| Bezeichnung       | Beschreibung | Standort                    | Kennzeichnung | Schutzstatus | Datum | Bild           |
| ----------------- | --- | --------------------------- | ------------- | ------------ | ----- | -------------- |
| Kirche St-Maurice | ehemaliger Chorturm, zweite Hälfte des 12. Jahrhunderts, um 1484 erhöht; Schiff und Chor zwischen 1848 und 1888 | Rue Saint-Maurice (Lage)    | PA67000007    | Inscrit      | 1996  | weitere Bilder |
| Wohnhaus          | Fachwerkhaus, bezeichnet 1670 und 1671                                                                          | 13 rue Saint-Maurice (Lage) | PA67000017    | Inscrit      | 1997  | weitere Bilder |

## Liste der Objekte
| Bezeichnung                                             | Beschreibung | Standort                         | Kennzeichnung | Schutzstatus | Datum     | Bild           |
| ------------------------------------------------------- | --- | -------------------------------- | ------------- | ------------ | --------- | -------------- |
| Orgel                                                   | Ensemble aus PM67000320 und PM67000321 | in der Kirche St-Maurice (Lage)  | PM67001093    | Classé       | 1977 1979 | weitere Bilder |
| Orgelprospekt                                           | 1762 von Johann Andreas Silbermann für die Kirche Saint-Pierre-le-Jeune in Straßburg gebaut, 1865 durch Stiehr-Mockers nach Soultz-les-Bains versetzt | in der Kirche St-Maurice (Lage)  | PM67000320    | Classé       | 1977      | weitere Bilder |
| Instrumentalteil der Orgel                              | 1762 von Johann Andreas Silbermann für die Kirche Saint-Pierre-le-Jeune in Straßburg gebaut, 1865 durch Stiehr-Mockers nach Soultz-les-Bains versetzt | in der Kirche St-Maurice (Lage)  | PM67000321    | Classé       | 1979      | weitere Bilder |
| Gemälde Kreuzigung                                      | Ölfarbe auf Leinwand, vergoldeter Holzrahmen, zweite Hälfte des 18. Jahrhunderts, vermutlich von Monique Daniche                                      | in der Kirche St-Maurice (Lage)  | PM67000810    | Classé       | 1998      |                |
| Prozessionskreuz                                        | Holz, farbig gefasst und vergoldet, vermutlich aus dem 17. Jahrhundert                                                                                | in der Kirche St-Maurice (Lage)  | PM67001366    | Inscrit      | 1996      |                |
| Gemälde Der heilige Mauritius und die thebäische Legion | Ölfarbe auf Leinwand, vergoldeter Holzrahmen, 1847 von Joseph Maximilian Seelenmayer                                                                  | in der Kirche St-Maurice (Lage)  | PM67001368    | Inscrit      | 1996      |                |
| Reliquienbüste des heiligen Amandus                     | Holz, farbig gefasst und vergoldet, 16. oder 17. Jahrhundert                                                                                          | in der Kirche St-Maurice (Lage)  | PM67001365    | Inscrit      | 1996      |                |
| Skulptur Maria Immaculata                               | Prozessionsfigur; Holz, farbig gefasst und vergoldet, 18. oder 19. Jahrhundert                                                                        | in der Kirche St-Maurice (Lage)  | PM67001367    | Inscrit      | 1996      | weitere Bilder |
| Pietà                                                   | Holz, farbig gefasst, Ende des 18. Jahrhunderts | im katholischen Pfarrhaus (Lage) | PM67001480    | Inscrit      | 1996      |                |